# Guyane La Première (radio)
Pour les articles homonymes, voir Guyane La Première.
Guyane La Première est une station de radio généraliste publique française de proximité  de France Télévisions diffusée dans le département d'outre-mer de la Guyane française.

## Histoire de la chaîne
La RTF lance la première radio de Guyane le 9 juin 1951, sous l’appellation Radio-Cayenne. Elle est animée par des bénévoles et émet, à ses tout débuts, en direct de la préfecture de Cayenne de 18h30 à 19h30 deux fois par semaine. À partir du 1er janvier 1953, elle émet tous les jours sur 49,50 de longueur d’onde, fréquence 6 199 kcs, puis sur ondes courtes.
À cette époque, il n’y a qu’un journal parlé d’information, celui de Paris, diffusé à 20 heures. La station réalise beaucoup d'émissions en direct de son premier studio pour lequel trois années de réglage sont nécessaires pour obtenir une bonne acoustique. Des émissions comme Les Maîtres du mystère ou Le Théâtre de l’étrange obtiennent beaucoup de succès[réf. souhaitée].
La RTF devient l'Office de radiodiffusion télévision française (ORTF) en juin 1964 et la radio change de nom pour devenir Radio-Guyane. Elle émet sans interruption de 6 h à 22 h à partir de 1973.
À la suite de l'éclatement de l'ORTF en juillet 1974, les stations régionales de radio de l’Outre-mer français sont intégrées à la nouvelle société nationale de programme France Régions 3 (FR3), au sein de la délégation FR3 DOM-TOM. La chaîne devient FR3-Guyane le 6 janvier 1975.
Le 31 décembre 1982, FR3 Guyane prend le nom de RFO Guyane à la suite de la création de la société nationale de programmes Radio-télévision française d'outre-mer (RFO) par transfert des activités de FR3 pour l’Outre-mer. Durant les quatorze ans qui vont suivre, RFO Guyane va progressivement se doter d’équipements techniques de qualité afin de produire et diffuser de plus en plus d’émissions régionales.
En février 1999, RFO Guyane devient Radio Guyane, à la suite de la transformation de RFO en Réseau France Outre-mer.
La loi de réforme de l'audiovisuel no 2004-669 du 9 juillet 2004 intègre la société de programme Réseau France Outre-mer au groupe audiovisuel public France Télévisions, qui devient alors un acteur de la radio publique en France, et dont dépend depuis Radio Guyane. Son président, Rémy Pflimlin, annonce le 12 octobre 2010, depuis les studios de RFO Guyane, le changement de nom du Réseau France Outre-mer en Réseau Outre-Mer 1re pour s'adapter au lancement de la TNT en Outre-Mer. Toutes les chaînes de radio du réseau changent de nom le 30 novembre 2010 lors du démarrage de la TNT et Radio Guyane devient ainsi Guyane 1re.

## Identité visuelle
Le générique d'ouverture et de fermeture de l'ORTF Radio-Guyane est pendant des années Andan la line, œuvre du compositeur guyanais Edgar Nibul.

### Logos

Logo de la RTF Radio-Cayenne du 9 juin 1951 au 4 février 1959
Logo de RTF Radio-Cayenne du 4 février 1959 au 26 juin 1964
Logo de ORTF Radio-Guyane du 24 décembre 1964 au 5 janvier 1975
Logo de FR3-Guyane du 6 janvier 1975 au 30 décembre 1982
Logo de RFO Guyane du 31 décembre 1982 à 1993
Logo de RFO Guyane de 1993 au 31 janvier 1999
Logo de Radio Guyane du 31 janvier 1999 au 23 mars 2005
Logo de Radio Guyane du 23 mars 2005 au 29 novembre 2010
Logo de Guyane 1re du 30 novembre 2010 au 28 janvier 2018
Logo de Guyane La 1re depuis le 29 janvier 2018

## Organisation
Guyane 1re est l'antenne de radiodiffusion du pôle média de proximité Guyane 1re Radio-Télé-Internet, déclinaison du pôle Outre-Mer 1re de France Télévisions.

### Dirigeants
Directeurs régionaux :
- Liliane Francil : 15/06/2006 - 07/2009
- Frédéric Ayangma : depuis juillet 2009

Rédacteur en chef :
- Jean-Claude Samyde

### Budget
Guyane 1re dispose d'un budget versé par Outre-Mer 1re et provenant pour plus de 90 % des ressources de la redevance audiovisuelle et des contributions de l’État français allouées à France Télévisions. Il est complété par des ressources publicitaires.

### Sièges
La RTF en Guyane était initialement installée à la Préfecture de Cayenne de 1951 à 1955. Elle acquiert en 1955 la maison familiale Mizzi, rue Devèze, et par la suite, le besoin d’espace se faisant sentir, les propriétés Gilardo et Egalgi.
Guyane 1re Radio-Télé-Internet est maintenant installée dans la zone d'activité du Moulin à Vent à Remire-Montjoly, ville résidentielle située au sud-est de Cayenne, dans un bâtiment de 4 400 m2 entièrement équipé en matériels numériques. Le pôle dispose aussi d'un bureau décentralisé avec deux journalistes à Saint-Laurent-du-Maroni.

### Missions
Les missions de Guyane 1re sont de produire des programmes de proximité, d'assurer une meilleure représentation de la vie sociale, culturelle, sportive, musicale et économique du département dans l'espace sud-américain et à l'international par la coproduction de magazines et par le biais de Radio Ô. Elle est aussi chargée de représenter la diversité et la neutralité.

## Programmes
Guyane 1re diffuse un programme généraliste qui concerne toutes les composantes de la société guyanaise avec des émissions de proximité, mais également des émissions produites par Radio Ô ou issues du groupe Radio France.

### Émissions
- Soirée Privée : émission musicale diffusée de 20 h à 22 h du lundi au vendredi et animée par Marc Makaia surnommé « Sonny LAPROG973 » programmateur Musical de l'antenne radio depuis 2003

- Underground : émission musicale diffusée le samedi 20 h à 22 h et animée par Fabrice Juste surnommé « Cheick ».

### Audience
Avec 44,4 % de part d'audience, soit plus de 70 515 auditeurs (source Médiamétrie janvier-juin 2011), Guyane 1re est la radio la plus écoutée en Guyane française.

## Diffusion
Guyane 1re est diffusée sur le réseau hertzien analogique en FM via vingt-sept émetteurs TDF couvrant l’ensemble du département.
Elle est aussi accessible par satellite sur CanalSat Caraïbes et en streaming sur son site internet.
Elle est également audible en France métropolitaine sur Freebox TV et le bouquet TV de SFR.
Le pôle Guyane 1re Radio-Télé-Internet diffuse aussi France Inter en direct sur l'ancien réseau RFO 2 (100 et 102 MHz) et RFI en direct sur l'ancien troisième canal de RFO.